# Dazkarieh
Dazkarieh é uma banda de música tradicional portuguesa que teve início em 1999. A banda de rock alternativo e neofolk, é constituída pelos músicos Joana Negrão, Rui Rodrigues, João Campos e Vasco Ribeiro Casais. Em 2012 somaram um total de sete álbuns.
Suiça, Canadá, Bélgica, México, Cabo Verde, República Checa, Espanha, Áustria, Estónia e principalmente Alemanha são alguns dos países pelos quais já exibiram as suas sonoridades originais, inspiradas em várias culturas do mundo e assentes nos mais diversos instrumentos, dos quais se destacam gaita de foles galega, acordeão, flauta transversal, tin whistles Irlandeses, percussão africana, percussão árabe, baixo e guitarra. Inicialmente o grupo produzia sons que se centralizavam numa linguagem vocal imaginária, criada pelo próprio grupo, com o propósito evidente de tratar a voz como um instrumento autónomo e equiparável aos demais.  O grupo lançou 7 discos até 2014 e anunciou o fim de actividades nesse mesmo ano.

## Membros
- Vasco Ribeiro Casais - nyckelharpa, bouzouki, gaitas-de-foles, braguesa, programações
- Joana Negrão - voz, gaita-de-foles, adufe, pandeireta
- Rui Rodrigues - guitarra, cavaquinho
- João Campos - bateria[3]

## Discografia

### 2002 - Dazkarieh I
1. Abour Safar
2. kriamideah I
3. kriamideah II
4. kriamideah III
5. Elgtue
6. Gherunaai
7. Troligh ol 'Jighil I
8. Troligh ol 'Jighil II
9. Miafarê Boi
10. Cly

### 2004 - Dazkarieh II - Espanta Espíritos
1. Sansorgui
2. Orubamba
3. Rosa de Lava
4. Zahrany
5. Nangbar
6. Mìura
7. Dazambra
8. Naty
9. Na Sei

### 2006 - Incógnita Alquimia
1. Senhora da Azenha
2. Nyckel Power
3. Meninas Vamos à Murta
4. Água-Mãe
5. Olhos de Maré
6. Cantaria
7. Na Boca do Lobo
8. Cadafalso
9. HG From Hell
10. Estrela de Cinco Pontas
11. Incógnita Alquimia
12. Vitorina

### 2009 - Hemisférios

#### CD1
1. Intro
2. Caminhos Turvos
3. Lua Imersa
4. Instantes
5. Longe, em Segredo
6. Sáfaro
7. Água Forte
8. Voo Longe
9. Sinapse
10. Leve Acordar

#### CD2
1. Intro
2. Baile da Meia Volta
3. Eras Tão Bonita
4. Coroar
5. Virgem
6. Borda d´Água (Prelúdio)
7. Borda d´Água
8. Sanfona
9. Alvorada Sanabresa / Antigo Baile Agarrado
10. Romance
11. Recordai
12. Embalo

### 2011 - Ruído do Silêncio
1. Lilaré dos Cinco Sentidos
2. Sons de Pó
3. Mazurka da Água
4. Tempo Chão
5. Da Minha Janela
6. Moda da Ceifa
7. Moda da Ceifa II
8. Manhãzinha de S. João
9. Repasseado da Calçada
10. Nas Tuas Mãos
11. Légua da Póvo
12. Ruído do Silêncio

### 2012 - Eterno Retorno
1. (Ir)Real
2. Terra escura
3. Embalo ao nascer do sol
4. Quatro ciclos
5. Sei que não sei
6. Guardar segredo
7. Folha vazia
8. Contos de cordel
9. Tronco
10. Sombra
11. Ladainha do lago
12. Primeiro olhar

### 2014 - Finisterra
1. A Senhora do Leite
2. Quase Um Repasseado
3. Divina Santa Cruz
4. Lá Cima Ó Castelo
5. Bravio
6. Margaça
7. Adufada
8. Rumba Cega (participação de Cabra Cega)
9. Melancolia
10. Primeiro Olhar (participação de Matilde de Castro)
11. As Canseiras Desta Vida (cover de José Mário Branco)